# Nötkråkor
Nötkråkor (Nucifraga) är ett litet släkte med fåglar i familjen kråkor inom ordningen tättingar. Släktet nötkråkor omfattar fyra arter med utbredning i Europa, Nordamerika och Asien:
- Grå nötkråka (N. columbiana)
- Nötkråka (N. caryocatactes)
- Kinesisk nötkråka (N. hemispila)
- Kashmirnötkråka (N. multipunctata)